# Alejandra Ortega
Alejandra Ortega (ur. 8 lipca 1994 w Meksyku) – meksykańska lekkoatletka specjalizująca się w chodzie sportowym.
W 2010 była ósma w chodzie na 10 kilometrów juniorek podczas pucharu świata, a w 2011 zajęła piąte miejsce w chodzie na 5000 metrów na mistrzostwach świata juniorów młodszych. Srebrna medalistka pucharu świata w chodzie z Sarańska (2012).
Rekordy życiowe: chód na 20 kilometrów – 1:29:29 (18 maja 2024, A Coruña); chód na 35 kilometrów – 2:50:44 (24 sierpnia 2023, Budapeszt) rekord Meksyku.

## Osiągnięcia
| Rok  | Impreza                                           | Miejsce         | Konkurencja                      | Pozycja     | Wynik    |
| ---- | ------------------------------------------------- | --------------- | -------------------------------- | ----------- | -------- |
| 2010 | Puchar świata w chodzie sportowym                 | Chihuahua       | chód na 10 km (juniorki)         | 8. miejsce  | 49:49    |
| 2011 | Mistrzostwa świata juniorów młodszych             | Lille Metropole | chód na 5000 m                   | 5. miejsce  | 22:17,85 |
| 2012 | Puchar świata w chodzie sportowym                 | Sarańsk         | chód na 10 km (juniorki)         | 2. miejsce  | 46:00    |
| 2012 | Mistrzostwa Ameryki Środkowej i Karaibów juniorów | San Salvador    | chód na 5000 m                   | 1. miejsce  | 23:21,71 |
| 2012 | Mistrzostwa świata juniorów                       | Barcelona       | chód na 10 000 m                 | 7. miejsce  | 47:03,42 |
| 2013 | Panamerykański puchar w chodzie sportowym         | Gwatemala       | chód na 10 km (juniorki)         | 1. miejsce  | 49:12    |
| 2013 | Panamerykański puchar w chodzie sportowym         | Gwatemala       | chód na 10 km (drużyna juniorek) | 1. miejsce  | 4 pkt.   |
| 2015 | Igrzyska panamerykańskie                          | Toronto         | chód na 20 km                    | 8. miejsce  | 1:35:03  |
| 2015 | Mistrzostwa świata                                | Pekin           | chód na 20 km                    | 9. miejsce  | 1:31:04  |
| 2016 | Igrzyska olimpijskie                              | Rio de Janeiro  | chód na 20 km                    | 41. miejsce | 1:37:33  |
| 2022 | Mistrzostwa świata                                | Eugene          | chód na 35 km                    | 21. miejsce | 2:58:46  |
| 2023 | Igrzyska Ameryki Środkowej i Karaibów             | San Salvador    | chód na 20 km                    | 1. miejsce  | 1:35:43  |
| 2023 | Mistrzostwa świata                                | Budapeszt       | chód na 35 km                    | 12. miejsce | 2:50:44  |
| 2023 | Igrzyska panamerykańskie                          | Santiago        | chód na 20 km                    | 5. miejsce  | –        |
| 2023 | Igrzyska panamerykańskie                          | Santiago        | sztafeta mieszana w chodzie      | 4. miejsce  | 3:15:12  |
| 2024 | Igrzyska olimpijskie                              | Paryż           | chód na 20 km                    | 24. miejsce | 1:31:58  |